# 马洪
马洪（1920年5月13日—2007年10月28日），原名牛仁权，曾用名牛黄、牛中黄等，男，山西定襄人，中华人民共和国经济学家。

## 生平
1936年，马洪来到太原同蒲铁路管理局，后来参加牺盟会。1937年参与筹建同蒲铁路总工会，并被推举为同蒲铁路总工会负责人之一。1937年11月加入中国共产党。1938年年3月，马洪到延安报告工作，中共中央组织部部长陈云听完他的汇报后，让他先在延安学习，为今后从事秘密工作计，陈云让他将名字从牛黄（此前他参加革命时改名牛黄）改成马洪。1938年4月，马洪进入延安中央党校学习。1938年12月，进入延安马列学院二班学习。1939年自延安马列学院（后改为中央研究院）毕业。1940年冬，任《共产党人》杂志编辑。1941年起，历任延安中央研究院政治研究室研究员、学术秘书、平泉县县长。1945年抗日战争胜利后，被派往中国东北，历任中共宁城县委书记、中共中央冀察热辽分局秘书处处长。1947年冬，高岗代表中共中央东北局来到冀察热辽视察工作时，发现了马洪的才干。
1948年6月起，马洪历任中共中央东北局政策研究室主任、中共中央东北局委员和副秘书长。1952年，调任中央人民政府国家计划委员会委员兼秘书长。1954年，因受“高饶反党集团”问题牵连，马洪被诬为“五虎上将”中的一员，撤销党内职务。
1954年10月，马洪被下放到北京市第三建筑工程公司任副经理，主管财务及材料工作。1955年1月，调任北京市第一建筑工程公司副经理。马洪下到建筑工地上努力学习，迅速成为建筑行业管理专家。他还针对当时建筑设计中的复古主义倾向，写出题为《反对华而不实》的批评文章。
1956年6月，马洪被调到刚组建的中华人民共和国国家经济委员会政策研究室，以该室负责人的名义从事调查研究并起草政策文件。马洪在国家经济委员会工作十年，参加了《工业七十条》等文件的研究起草，并出版了《中国社会主义工业化问题》等学术专著，发表了一系列论文。
1965年，马洪调任中华人民共和国化学工业部第一设计院副院长。1970年夏，任北京石油化工区建设指挥部副指挥（这是中国首个大型化工项目——30万吨乙烯工程）。
1978年，马洪任中国社会科学院工业经济研究所所长。1979年任中国社会科学院副院长。1982年起，任中国社会科学院院长，中华人民共和国国家基本建设委员会基本建设经济研究所所长，国务院副秘书长，中华人民共和国国家机械工业委员会副主任，中华人民共和国国家计划委员会和中华人民共和国国家经济体制改革委员会顾问。1985年到1993年，历任国务院经济技术社会发展研究中心总干事、国务院发展研究中心主任，参与了中共中央和国务院的若干重大政策研究。1993年4月起，任国务院发展研究中心名誉主任。1994年5月起，任中国政策科学研究会会长。他还兼任中国综合开发研究院理事长。2005年3月，首届中国经济学奖颁奖典礼在北京人民大会堂举行，马洪、薛暮桥、刘国光、吴敬琏成为获奖人，但马洪因健康原因未出席颁奖典礼。
马洪是中国社会科学院研究生院博士生导师，是中共十二届候补中央委员，中共十三大、中共十四大代表，第七届全国人大常委会委员兼财经委员会副主任委员。2007年10月28日，马洪在北京因帕金森症逝世，享年87岁。

## 社会兼职
曾兼任北京大学、清华大学、上海交通大学、中国人民大学、复旦大学等学校的客座教授。

## 学术贡献
1948年6月调任中共中央东北局政策研究室主任后，马洪研究了苏联经济理论，并结合中国东北的经济情况（当时中国东北的工业经济占全中国企业比重的90%），研究出一套全国经济改革方式。马洪将该调研成果向中共中央东北局宣传部部长、财经委副主任张闻天汇报，张闻天要求马洪撰写了《东北经济的构成和方针》。在该报告中，马洪首次将中国东北经济划分成五种经济成分：国营经济、合作社经济、私人资本主义经济、个体经济、秋林经济。毛泽东阅读该报告后，近乎完全采纳了马洪的观点。1949年3月在西柏坡举行的中共七届二中全会全部采用了马洪归纳的五种经济成分，仅将“秋林经济”改为其本意“国家和私人合作的国家资本主义经济”。1949年10月，《中国人民政治协商会议共同纲领》写入了这五种经济成分。直到中共十五大、中共十六大报告中，还提到了同这五种经济成分有关的类似概念。
1961年7月，马洪作为主要执笔人之一参与起草了《国营工业企业工作条例（草案）》（即工业七十条）。
1978年，经中国社会科学院院长胡乔木要求，马洪被调到中国社会科学院，创建中国社会科学院工业经济研究所。当时马洪提出“改革经济管理体制要从扩大企业自主权入手”。该观点随后反映到同年召开的中共十一届三中全会《公报》中。
1979年6月下旬，国务院财政经济委员会、中共中央办公厅和中国社会科学院成立4个调研组，马洪负责经济结构组。经济结构组400多人的队伍，200多人搞理论，100多人做调研，历时十个月，进行了中华人民共和国建国以来最大的一次全国经济调研活动。马洪与孙尚清主编的《中国经济结构问题研究》一书，对中国的经济结构调整有重大贡献。书籍上市后即脱销，并且有英文版和俄文版，有评论称它是中国第一部用数字说话的经济类著作。
1984年9月，马洪上书中共中央，建议将“社会主义经济是有计划的商品经济”的提法写进中共十二届三中全会《关于经济体制改革的决定》中。马洪主持的《二〇〇〇年的中国》是制定七五计划和长远规划的主要参考文件。
马洪与于光远、薛暮桥、孙冶方较早提出并支持“社会主义商品经济”、“社会主义市场经济”论点，合力倡导、推动中国市场取向改革。1988年3月，马洪提出要“进一步解放思想，为市场经济正名”，“过去许多同志曾经把商品经济混同于资本主义经济。现在许多同志虽然承认了社会主义经济是一种商品经济，即有计划的商品经济，却并不愿意承认它还是一种市场经济。”
1991年前后，中国理论界对社会主义经济中计划与市场问题的讨论再起。在1992年中共十四大召开前，马洪的文集《建立社会主义市场经济新体制》公开出版，反映了马洪在中国建立社会主义市场经济体制方面的思路。1993年10月，应中共中央总书记江泽民的指示，马洪主持撰写《什么是社会主义市场经济》一书。
2001年，马洪提出了发展新经济应谨防泡沫的观点，认为“新经济”这一提法需进一步讨论。

## 家庭
妻子陈伯林，曾任中国社会科学出版社总编辑；女儿马雅，曾与宋平之子宋宜昌结婚，后离异。

## 著作
- 《中国社会主义工业化问题》
- 《经济结构与经济管理》
- 《试论我国社会主义经济发展的新战略》
- 《中国经济调整改革与发展》
- 《社会主义制度下的商品经济》
- 《中国经济发展新战略》
- 《马洪选集》
- 《当代中国》丛书（主编）[3][4]